# Diamenty nocy
Diamenty nocy (cz. Démanty noci) – czechosłowacki dramat filmowy z 1964 roku w reżyserii Jana Němca, debiutującego w roli reżysera. Adaptacja opowiadania Tma nemá stín autorstwa Arnošta Lustiga.
Film opowiada o ucieczce dwóch czeskich Żydów z transportu do obozu koncentracyjnego podczas II wojny światowej. Ściga ich grupa uzbrojonych niemieckich chłopów.
Całość filmu to swobodne przenikanie rzeczywistych wydarzeń, wspomnień i miraży. Stanowi obraz człowieka przebywającego w stanie śmiertelnego zagrożenia.